# Bộ Nội vụ (Việt Nam)
Bộ Nội vụ là cơ quan thuộc Chính phủ Việt Nam, thực hiện chức năng quản lý nhà nước về các ngành, lĩnh vực: Tổ chức hành chính, sự nghiệp nhà nước; tổ chức chính quyền địa phương; cán bộ, công chức, viên chức và công vụ; lao động, tiền lương, bảo hiểm xã hội; việc làm; an toàn, vệ sinh lao động; hội, quỹ xã hội, quỹ từ thiện, tổ chức phi chính phủ; người có công; thanh niên; bình đẳng giới; văn thư, lưu trữ nhà nước; thi đua, khen thưởng và quản lý nhà nước đối với các dịch vụ công thuộc ngành, lĩnh vực quản lý nhà nước của bộ theo quy định của pháp luật.

## Lịch sử
Bộ Nội vụ hiện nay được thành lập năm 2002 trên cơ sở đổi tên Ban Tổ chức - Cán bộ Chính phủ. Ban Tổ chức - Cán bộ Chính phủ là một cơ quan ngang bộ từ tháng 9-1992, do một Bộ trưởng, chuyên trách công tác Tổ chức và cán bộ của Hội đồng Bộ trưởng đứng đầu. Từ năm 1973-1990 có tên là Ban Tổ chức của Chính phủ, từ 1990-1992 đổi tên là Ban Tổ chức - Cán bộ của Chính phủ.

### Bộ Nội vụ cũ (1945-1998)
Bộ Nội vụ là một trong 13 bộ đầu tiên trong chính phủ đầu tiên của nước Việt Nam Dân chủ Cộng hòa được thành lập ngày 28-8-1945 và ra mắt ngày 2-9-1945. Khi đó lực lượng công an cũng nằm trong bộ này. Năm 1953, Bộ Công an ra đời, tách khỏi Bộ Nội vụ.
Tháng 4 năm 1959, Bộ Thương binh – Cựu binh giải thể, toàn bộ công tác thương binh liệt sĩ được chuyển giao cho Bộ Nội vụ phụ trách. Ngày 20 tháng 3 năm 1965, Hội đồng Chính phủ ra Quyết định số 36/CP thành lập Vụ số 8 trực thuộc Bộ Nội vụ để thống nhất quản lý các chính sách, chế độ đối với gia đình những cán bộ đi "công tác đặc biệt"; quản lý trại nhi đồng đặc biệt; đón tiếp, bố trí công việc cho đồng bào miền Nam ra Bắc; quản lý mồ mả, hồ sơ, di sản của công nhân viên chức và đồng bào miền Nam chết ở miền Bắc. Ngày 16 tháng 8 năm 1967, Hội đồng Chính phủ ra Quyết định số 129/CP thành lập Vụ Hưu trí thuộc Bộ Nội vụ.
Tại kỳ họp thứ nhất, Quốc hội khóa V, ngày 8 tháng 7 năm 1975 Ủy ban thường vụ Quốc hội ra Quyết định số 160/QH – HC hợp nhất Bộ Công an và một số bộ phận của Bộ Nội vụ thành một bộ mới, lấy tên là Bộ Nội vụ với chức năng của Bộ Công an. Còn bộ phận làm công tác thương binh liệt sĩ của Bộ Nội vụ cũ chuyển sang Bộ Thương binh và Xã hội vừa được thành lập.
Bộ Nội vụ này đến tháng 5-1998 thì đổi tên là Bộ Công an. Đến đây không còn tên gọi Bộ Nội vụ nữa. Thay vào đó là Ban Tổ chức Cán bộ của Chính phủ được thành lập thay thế.

### Ban Tổ chức của Chính phủ (1973-1990), Ban Tổ chức - Cán bộ của Chính phủ (1990-1992), Ban Tổ chức - Cán bộ Chính phủ (1992-2002)
Ngày 20/2/1973, Hội đồng Chính phủ ra Nghị định số 29/CP về việc thành lập Ban Tổ chức của Chính phủ.
Tháng 6/1975, tại kỳ họp thứ nhất, Quốc hội khoá V, Quốc hội quyết định hợp nhất hai Bộ Công an và Bộ Nội vụ, lấy tên là Bộ Nội vụ. Là một Bộ mới nhưng Bộ Nội vụ chỉ làm nhiệm vụ cảnh sát, an ninh quốc gia và phòng cháy, chữa cháy. Các chức năng về công tác thương binh - xã hội do Bộ Thương binh - Xã hội đảm nhận. Công tác về Việt kiều, tôn giáo, đào tạo và bồi dưỡng viên chức, lưu trữ, văn thư và tổ chức được giao về một số cơ quan trực thuộc Chính phủ.
Từ năm 1980, do yêu cầu nhiệm vụ công tác, Ban Tổ chức của Chính phủ đã được tách biên chế và ngân sách ra khỏi Văn phòng Chính phủ, là cơ quan trực thuộc Chính phủ, hoạt động độc lập, có trụ sở tại 103A Quán Thánh. Đầu năm 1990, được phép của Chủ tịch Hội đồng Bộ trưởng, trụ sở của Ban Tổ chức của Chính phủ được chuyển từ 103A Quán Thánh về 37A Nguyễn Bỉnh Khiêm.
Ngày 7/5/1990, Hội đồng Bộ trưởng ra Nghị định số 135/HĐBT quy định chức năng, nhiệm vụ, quyền hạn và cơ cấu tổ chức Ban Tổ chức - Cán bộ của Chính phủ là cơ quan trực thuộc Hội đồng Bộ trưởng, có nhiệm vụ: xây dựng các đề án để Hội đồng Bộ trưởng xem xét và trình Quốc hội, Hội đồng nhà nước quyết định cơ cấu tổ chức của Hội đồng Bộ trưởng và hệ thống tổ chức chính quyền các cấp; xây dựng các quy chế về thành lập, sáp nhập, giải thể các cơ quan hành chính nhà nước; xây dựng, trình Hội đồng Bộ trưởng ban hành các chức danh, tiêu chuẩn viên chức nhà nước; quy định việc thành lập hội; chỉ đạo bầu cử hội đồng nhân dân và uỷ ban nhân dân các cấp; phân vạch địa giới hành chính các cấp; xây dựng kế hoạch, quy chế về công tác cán bộ thuộc cơ quan hành chính nhà nước.
Ngày 30/9/1992, Nghị quyết kỳ họp thứ nhất Quốc hội khoá IX đã quyết định Ban Tổ chức - Cán bộ Chính phủ là cơ quan ngang Bộ.
Ngày 17/4/2002, Thủ tướng Chính phủ ban hành Quyết định số 279/QĐ-TTg lấy ngày 28 tháng 8 hàng năm làm "Ngày truyền thống của ngành Tổ chức nhà nước" ghi nhận những đóng góp to lớn của ngành Tổ chức nhà nước đối với Tổ quốc và dân tộc.

### Bộ Nội vụ (2002-nay)
Ngày 5 tháng 8 năm 2002, Quốc hội ra Nghị quyết số 02/2002/QH11 về việc quy định danh sách các bộ và cơ quan ngang bộ của Chính phủ. Theo đó, Bộ Nội vụ mới được thành lập trên cơ sở đổi tên từ Ban Tổ chức - Cán bộ Chính phủ và tồn tại song song với Bộ Công an.
Ngày 9 tháng 5 năm 2003, Thủ tướng Chính phủ ký Nghị định số 45/2003/NĐ-CP, Quy định chức năng, nhiệm vụ, quyền hạn và cơ cấu tổ chức của Bộ Nội vụ.
Ngày 15 tháng 09 năm 2022, Chính phủ Việt Nam ban hành Nghị định số 63/2022/NĐ-CP quy định chức năng, nhiệm vụ quyền hạn và cơ cấu tổ chức của Bộ Nội vụ và đồng thời cũng có quy định chính thức sáp nhập Trường Đại học Nội vụ Hà Nội vào Học viện Hành chính Quốc gia.
Ngày 18 tháng 2 năm 2025, Quốc hội thông qua Nghị quyết về việc sáp nhập Bộ Lao động – Thương binh và Xã hội vào Bộ Nội vụ.

## Nhiệm vụ và quyền hạn[7]
Căn cứ theo Nghị định số 25/2025/NĐ-CP ngày 21/2/2025 của Chính phủ quy định chức năng, nhiệm vụ, quyền hạn và cơ cấu tổ chức của Bộ Nội vụ, Bộ có những nhiệm vụ, quyền hạn chính sau đây:
- Trình Chính phủ dự án luật, dự thảo nghị quyết của Quốc hội, dự án pháp lệnh, dự thảo nghị quyết của Ủy ban Thường vụ Quốc hội, dự thảo nghị định của Chính phủ, dự thảo nghị quyết liên tịch giữa Chính phủ với Đoàn Chủ tịch Ủy ban Trung ương Mặt trận Tổ quốc Việt Nam theo chương trình, kế hoạch xây dựng pháp luật hàng năm của bộ đã được phê duyệt và các dự án, đề án, chương trình, nghị quyết theo sự phân công của Chính phủ, Thủ tướng Chính phủ; trình Chính phủ, Thủ tướng Chính phủ chiến lược, quy hoạch, kế hoạch phát triển dài hạn, trung hạn, hàng năm và các dự án, công trình quan trọng quốc gia thuộc ngành, lĩnh vực do Bộ Nội vụ quản lý.
- Thực hiện chức năng quản lý nhà nước về:

1. Tổ chức hành chính, sự nghiệp nhà nước.
2. Chính quyền địa phương.
3. Địa giới đơn vị hành chính và phân loại đơn vị hành chính.
4. Quản lý biên chế.
5. Cán bộ, công chức, viên chức và công vụ.
6. Cải cách hành chính nhà nước.
7. Lao động, tiền lương và bảo hiểm xã hội.
8. Việc làm.
9. Người lao động Việt Nam đi làm việc ở nước ngoài theo hợp đồng.
10. An toàn, vệ sinh lao động.
11. Tổ chức hội, quỹ xã hội, quỹ từ thiện, tổ chức phi chính phủ.
12. Người có công.
13. Thanh niên.
14. Thực hiện công tác dân chủ, dân vận.
15. Bình đẳng giới.
16. Văn thư, lưu trữ nhà nước.
17. Thi đua, khen thưởng.

- Kiểm tra việc thực hiện chính sách, pháp luật thuộc phạm vi quản lý nhà nước của Bộ Nội vụ. Tiếp công dân, giải quyết khiếu nại, tố cáo, kiến nghị, phản ánh, thực hiện công tác phòng, chống tham nhũng, công tác phòng, chống tội phạm theo quy định của pháp luật.
- Chủ trì, phối hợp với các bộ, ngành giải quyết kiến nghị của các cơ quan nhà nước, tổ chức chính trị - xã hội theo phân công của Chính phủ, Thủ tướng Chính phủ.
- Hướng dẫn, kiểm tra việc cho phép các cơ quan, tổ chức được sử dụng con dấu và việc quản lý, sử dụng con dấu theo quy định của pháp luật.
- Thực hiện các nhiệm vụ, quyền hạn khác do Chính phủ, Thủ tướng Chính phủ giao và theo quy định của pháp luật.

## Lãnh đạo hiện nay
- Bộ trưởngː Phạm Thị Thanh Trà - Ủy viên Trung ương Đảng, Bí thư Đảng ủy Bộ, Phó Trưởng ban Tổ chức Trung ương (kiêm nhiệm)
- Thứ trưởng:

1. Vũ Chiến Thắng
2. Trương Hải Long - Phó Bí thư Thường trực Đảng ủy [8]
3. Cao Huy [9]
4. Nguyễn Thị Hà
5. Nguyễn Văn Hồi
6. Nguyễn Mạnh Khương

## Cơ cấu tổ chức
Theo quy định tại Điều 3, Nghị định số 25/2025/NĐ-CP ngày 21/2/2025 của Chính phủ quy định chức năng, nhiệm vụ, quyền hạn và cơ cấu tổ chức của Bộ Nội vụ và Khoản 1, Điều 4, Nghị định số 109/2025/NĐ-CP ngày 20/5/2025 của Chính phủ quy định chức năng, nhiệm vụ, quyền hạn và cơ cấu tổ chức của Thanh tra Chính phủ:

### Các đơn vị thực hiện chức năng quản lý nhà nước
- Văn phòng Bộ
- Vụ Tổ chức cán bộ
- Vụ Hợp tác quốc tế
- Vụ Pháp chế
- Vụ Kế hoạch - Tài chính
- Vụ Tổ chức - Biên chế
- Vụ Chính quyền địa phương
- Vụ Công chức - Viên chức
- Vụ Tổ chức phi chính phủ
- Vụ Cải cách hành chính
- Vụ Công tác thanh niên và Bình đẳng giới
- Cục Văn thư và Lưu trữ nhà nước
- Cục Tiền lương và Bảo hiểm xã hội
- Cục Việc làm
- Cục Quản lý lao động ngoài nước
- Cục Người có công
- Ban Thi đua - Khen thưởng Trung ương

### Các đơn vị sự nghiệp
- Trung tâm Công nghệ thông tin
- Viện Khoa học Tổ chức Nhà nước và Lao động
- Tạp chí Tổ chức Nhà nước và Lao động
- Báo Dân trí
- Trường Đại học Lao động – Xã hội
- Trung tâm Lao động ngoài nước
- Quỹ hỗ trợ việc làm ngoài nước
- Ban Quản lý dự án đầu tư xây dựng

## Bộ trưởng qua các thời kỳ
- Xem bài: Bộ trưởng Bộ Nội vụ (Việt Nam) [10]
- Danh sách Bộ trưởng Bộ Nội vụ (1975-1998) (sau khi hợp nhất với Bộ Công an), xem bài: Bộ trưởng Bộ Công an (Việt Nam)

## Thứ trưởng qua các thời kỳ
- Xem bài: Thứ trưởng Bộ Nội vụ (Việt Nam) [11]
- Danh sách Thứ trưởng Bộ Nội vụ (1975-1998) (sau khi hợp nhất với Bộ Công an), xem bài: Thứ trưởng Bộ Công an (Việt Nam)